# فاخر (اسم)
فاخر هو اسم علم مذكر من أصل عربي، ومعناه هو الممتاز الجيد من كل شيء الفاضل على غيرهم، ن الفعل فخر تمدح بالخصال والمناقب، الغالب غيره بمكارمه، وتفاخر تباهى وتكبر.

## شخصيات تحمل الاسم
- فاخر عاقل (1918 – 27 ديسمبر 2010)
- فاخر فاخر (ممثل مصري، 3 مارس 1912 – 1 ديسمبر 1962)
- فاخر محمد ابوعمرين (1502 – )

## وصلات خارجية
- موسوعة السلطان قابوس لأسماء العرب نسخة محفوظة 5 أبريل 2019 على موقع واي باك مشين.